# 京田光広
京田 光広（きょうた みつひろ、1962年 - ）は、日本のテレビディレクター、プロデューサー。NHK職員。
2018年現在、NHK神戸放送局・放送部シニアディレクター。東京大学卒。

## 略歴
1986年NHK入局。2006年からはNHK大阪放送局にて、阪神・淡路大震災をテーマにした数々の特集番組を手がける。2014年からNHK神戸放送局。「シンサイミライ学校」という防災の専門番組を開発もした。

## 作品

### テレビドラマ
- 未来は今 10 years old, 14 years after（2009年） 制作統括
- その街のこども（2010年） 制作統括
- LIVE! LOVE! SING! 生きて愛して歌うこと（2015年） 制作総括[4]
- 兵庫発地域ドラマ あったまるユートピア（2018年） 制作統括
- 心の傷を癒すということ（2020年）プロデューサー
- 地震のあとで（2025年）制作統括